# 沈阳医学院
沈阳医学院，为中国辽宁省沈阳市的一个医学类高校。现有学生23,911人。

## 历史沿革
1949年，成立沈阳市立高级护产学校。
1951年1月，学校更名为沈阳市卫生技术学校，1951年3月又改称为沈阳市医士学校。
1952年，学校更名为沈阳市卫生学校。
1955年，本溪钢铁公司医士学校和本溪市卫生学校并入辽宁省沈阳卫生学校，学校改为辽宁省沈阳卫生学校，由辽宁省卫生厅领导。
1958年，学校隶属关系由辽宁省下放给沈阳市，市卫生局将校名改为沈阳市卫生学校。
1958年8月，学校升格为沈阳医学专科学校。1960年9月沈阳市中医学校并入。
1961年沈阳市医院（现沈阳医学院奉天医院）改为学校附属医院。
1963年8月，沈阳市卫生局将医专改为中等卫生学校。从1963年9月到1978年，学校经历了文化大革命及恢复建设时期。1977年，学校在间隔十年后，正式恢复了三年制中专教育三个专业的招生。
1978年12月，在沈阳市卫生学校基础上改建为沈阳医学专科学校。
1987年5月，在原医学专科学校的基础上成立沈阳医学院。

## 学校院系
- 基础医学院
- 公共卫生学院
- 护理学院
- 口腔医学院
- 康复学院（医疗健康科技产业学院）
- 药学院
- 医学信息工程学院
- 研究生院（研究生工作部）
- 国际教育学院
- 公共外国语学院
- 体育教学部
- 马克思主义学院
- 继续教育学院
- 附属卫生学校
- 中医药学院
- 树人国际学院
- 医养健康产业学院（全科医学院）
- 大学生心理健康教育中心（心理学系）[5]

## 附属医院

### 直属附属医院
- 沈阳医学院附属中心医院
- 沈阳医学院附属第二医院
- 沈阳医学院附属口腔医院

### 非直属附属医院
- 沈阳医学院附属第三医院 （沈阳二四二医院）
- 瓦房店市中心医院
- 沈阳市骨科医院
- 沈阳市口腔医院
- 沈阳市第六人民医院
- 沈阳脑科医院（沈阳市第一人民医院）
- 沈阳市第四人民医院
- 沈阳市中西医结合医院（沈阳市第七人民医院）
- 沈阳市儿童医院
- 沈阳市妇婴医院
- 沈阳市安宁医院
- 沈阳市精神卫生中心
- 沈阳市妇幼保健院
- 锦州市中心医院
- 铁法煤业集团总医院
- 沈阳二四五医院
- 沈阳市第五人民医院
- 辽宁电力中心医院[6]